# Salsette
Salsette (Portugiesisch: Salsete, Marathi: साष्टी, sāṣṭī, Sashti) ist eine 619 Quadratkilometer große Insel vor der Westküste des indischen Bundesstaates Maharashtra. Auf ihr befinden sich die beiden Millionenstädte Mumbai und Thane sowie die Großstadt Mira-Bhayandar. Insgesamt bewohnen etwa 15,1 Millionen Einwohner die Insel, die Teil der Mumbai Metropolitan Region (MMR) ist.

## Geographie
Salsette wird im Norden durch den Vasai Creek, im Nordosten durch den Ulhas River, im Osten durch den Thane Creek und den Hafen von Mumbai und im Süden und Westen durch das Arabische Meer begrenzt. Auf der südlichen Halbinsel liegt das Stadtzentrum Mumbais, im Zentrum die Außenbezirke Mumbais, im Nordosten die Stadt Thane und im Nordwesten der Insel die Stadt Mira-Bhayandar. Vor der Südostküste von Salsette, in der Bucht von Mumbai, befinden sich weitere Inseln: Elephanta, Butcher Island, Middle Ground Coastal Battery, Oyster Rock und East Ground.
Salsette besteht zumeist aus schwarzem vulkanischem Basaltfelsgestein und ist überwiegend flach; ein imposanter geologischer Überrest ist der Gilbert Hill in der nördlichen Vorstadt Andheri. Der Norden und das Zentrum der Insel mit dem Sanjay-Gandhi-Nationalpark (früher Borivali National Park) sind zum Teil hügelig mit Höhen bis 496 Meter, während Teile der Halbinsel im Süden unter dem Meeresspiegel liegen. Die drei größten Flüsse auf der Insel sind Dahisar und Oshiwara im Norden sowie Mithi im Süden. Der Dahisar River entspringt bei den Kanheri-Höhlen und mündet in den Gorai Creek, der Oshiwara River entspringt im Tulsi Lake und mündet in den Malad Creek und der Mithi River entspringt im Powai Lake und mündet in die Mahim Bay. Im Zentrum der Insel Salsette liegen die Seen Tulsi, Powai und Vihar.
Der sumpfige Nordwestteil der Insel mit seinen dichten Mangrovenwäldern ist ein von der Regierung anerkanntes Schutzgebiet. Weitere – zum Teil als Naturschutzgebiete anerkannte – Sumpfgebiete befinden sich im östlichen und südlichen Teil von Salsette. Der kleine südliche Teil der östlichen Ufergegend der Halbinsel bildet den Hafen von Mumbai. Die westliche Küste von Salsette beherbergt zahlreiche Strände. Der bekannteste ist Girgaum-Chowpatty Beach. Weitere Strände sind Dadar Beach, Juhu Beach, Mahim Beach, Gorai Beach, Manori Beach und Worli Beach.

## Geschichte

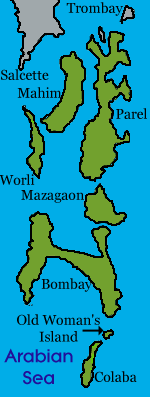
Die ehemaligen sieben Inseln südlich von Salsette

Das Gebiet bestand bis zur Ankunft der Europäer aus einer großen und mehreren kleinen Inseln, die später durch Landgewinnung zu einer Insel verschmolzen wurden. Auf eine frühe Besiedlung der Inselgruppe lassen archäologische Funde von Faustkeilen und anderen Steinwerkzeugen schließen. Dravidische Fischer (Kolis) bewohnten schon vor der arischen Einwanderung um das Jahr 1500 v. Chr. die Region. Erste Spuren hinterließen arische Siedler im 8. Jahrhundert v. Chr. Um die Zeitenwende bzw. im ersten Jahrtausend n. Chr. entstanden mehrere Höhlentempel – die buddhistischen Kanheri-Höhlen und die hinduistischen Mahakali-, Jogeshwari- und Mandapeshwar-Höhlen. Später gehörte es zu verschiedenen hinduistischen Kleinreichen, deren Machtzentrum zumeist in Gujarat oder in Surat lag. Im 14. und 15. Jahrhundert bildete die Inselgruppe einen Außenposten des  Sultanats Gujarat.
Im Jahr 1508 segelte der portugiesische Forscher und Händler Francisco de Almeida mit seinem Schiff in den tiefen natürlichen Hafen der Insel Bombay. Angenehm beeindruckt durch die geographischen Bedingungen, nannte er sie Bom Bahia („gute Bucht“). Bei der Ankunft der Portugiesen war die Inselgruppe in Besitz des muslimischen Shah Murabak I. und diente als militärischer Außenposten des Sultanates Gujarat. 1533 eroberten die Portugiesen die Festung Bassein auf dem Festland nördlich von Bombay. Am 23. Dezember 1534 erfolgte die Unterzeichnung des Vertrages von Bassein, wonach der Sultan Bahadur Shah von Gujarat dem König von Portugal die Inseln Bassein, Bombay, Karanja und Salsette übergab und vermachte. Die Inselgruppe wurde Teil der Nordprovinz von Portugiesisch-Indien.
Am 23. Juni 1661 wurde die Insel Bombay durch einen Heiratsvertrag zwischen dem englischen König Karl II. und der portugiesischen Infantin Katharina von Braganza an den König von England übergeben. Salsette blieb in portugiesischem Besitz. 1668 überließ der König von England Bombay für die Zahlung von zehn Pfund Sterling pro Jahr der Britischen Ostindien-Kompanie. Im Jahr 1737 eroberten die Marathen Salsette und weitere von den Portugiesen besetzte Gebiete auf dem Festland. 1774 nahmen die Briten Salsette ein. Im Vertrag von Salbai mit der Britischen Ostindien-Kompanie vom 17. Mai 1782 verzichtete das Marathen-Reich auf alle Ansprüche über die Insel.
William Hornby, Gouverneur der Präsidentschaft von Bombay, leitete 1782 die ersten Projekte zur Landgewinnung ein, um die südlich von Salsette gelegenen Inseln Bombay, Colaba, Old Woman’s Island, Mahim, Mazagaon, Parel und Worli zu einer Insel zusammenzulegen. Durch den Bau eines Dammes am Durchbruch bei Mahalaxmi (zwischen den Inseln Bombay und Worli) wurde die Lagune zwischen den fünf Hauptinseln trockengelegt. Bis 1862 waren die größeren Projekte abgeschlossen und aus sieben kleinen Inseln wurde eine große Insel. Diese nun 70 Quadratkilometer große Insel Bombay wurde im 20. Jahrhundert mit den nördlich gelegenen Inseln Salsette (533 Quadratkilometer) und Trombay, ebenfalls durch Landgewinnung, verbunden. Seit 1948 ist die Insel Teil des unabhängigen Staates Indien. Die Landgewinnungsmaßnahmen gehen auch im 21. Jahrhundert weiter und prägen die Entwicklung der Region.

## Söhne und Töchter
- Custodio do Pinho (1638–1697), portugiesischer Bischof